# Јаблан (име)
Јаблан је старо српско и словенско мушко име. Настало је по високом јаблановом дрвету, које је симбол стаситости.

## Популарност
У Хрватској је ово име током 20. века било веома ретко. Чешће се сретало међу хрватским него српским становништвом, нарочито међу становницима Пазина, Макарске и Каштела.